# Curioso come George (libro)
Curioso come George (in inglese Curious George), nelle prime edizioni italiane intitolato Scimmiottino, è un libro per bambini scritto e illustrato da Margret Rey e H. A. Rey, e pubblicato dalla Houghton Mifflin nel 1941. È il primo libro della serie Curioso come George e racconta la storia di una scimmia orfana di nome George e le sue avventure con l'Uomo con il cappello giallo.
L'idea di Curioso come George è nata da un precedente lavoro di Rey, Rafi et les 9 singes (Rafi e le nove scimmie), pubblicato a Parigi nel 1939. Uno dei personaggi di quella storia è una scimmietta di nome George, a cui poi i coniugi Margret e H.A. Rey decisero dedicare un intero libro di avventure. Peraltro, il nome di Margret Rey non è apparso nelle prime edizioni di Curioso come George perché l'editore pensava che la letteratura per bambini fosse troppo dominata dalle donne.

## Trama
La storia si apre con George, una piccola scimmia marrone senza coda, rimasta orfana nella giungla dell'Africa. Un uomo senza nome e con un grande cappello di paglia giallo lo osserva attraverso il binocolo e decide di portare la scimmia a casa con sé. Mette il cappello a terra e si nasconde dietro un albero. George, sempre curioso, scende dall'albero "per guardare il grande cappello giallo". Indossa il cappello, ma è così grande che non riesce a vedere nulla e questo dà all'uomo con il cappello giallo la possibilità di catturarlo e metterlo in una borsa. Con una barca a remi, l'uomo porta George sulla sua nave da crociera e lo fa uscire dalla borsa, dicendo a George che lo stava portando in uno zoo in una grande città e che gli sarebbe piaciuto lì. Quindi libera George sulla nave, dicendogli di non mettersi nei guai. Sul ponte della nave, George vede alcuni gabbiani, cerca di volare con loro e cade in mare. Fortunatamente, l'equipaggio nota che George è scomparso e lo avvistano sulle onde dell'Oceano Atlantico. Gli lanciano un salvagente e lo tirano a bordo.
Quando arrivano in America, George saluta i marinai, quindi viene portato a casa dell'Uomo dal cappello giallo, mangia, fuma la pipa e poi va a letto. Il giorno dopo, dopo aver visto l'Uomo fare una telefonata allo zoo prima di andarsene, anche George vuole telefonare: compone ripetutamente i numeri (da 1 a 9) e gioca con il telefono, finché non chiama inavvertitamente la caserma dei pompieri al 9-1-1. Quando i pompieri sentono la chiamata (e l'allarme antincendio) fatta da George, si precipitano al telefono, ma non sentono alcuna risposta. Tuttavia, grazie ad una telecamera di sicurezza e al segnale anti-incendio su uno schermo, i pompieri riescono a capire da dove proveniva la telefonata e quindi partono con l'autobotte verso quella direzione.
A prima vista, sembra un vero incendio, ma quando si precipitano a casa, non trovano altro che una scimmia birichina, che viene così arrestata per procurato allarme e chiusa in prigione. George viene poi condannato a una pena detentiva per un periodo di tempo indefinito.
George in seguito tenta di uscire dalla finestra per evadere dalla prigione, ma ci sono delle sbarre. Arriva però un secondino che, tentando di acciuffare George, si arrampica su un letto di legno: l'uomo è però così pesante che il letto si ribalta e lo blocca contro il muro. Questo consente a George abbastanza tempo per correre fuori dalla porta aperta e scappare, quindi si arrampica sulla guardiola di fronte al carcere e corre sui fili del telefono. In strada, vede un venditore ambulante di palloncini e cerca di prendere un palloncino, ma finisce per afferrare l'intero mazzo e vola via in aria. Dall'alto, le case e le persone gli sembrano rispettivamente piccole come case-giocattolo e bambole. George viene trasportato dalla brezza finché non si ferma, lasciando George in cima a un segnale stradale, facendo confondere il traffico. L'Uomo dal cappello giallo lo trova lì, acquista tutti i palloncini dal venditore ambulante e infine porta George nella sua nuova casa allo zoo, dove ogni animale riceve un palloncino.

## Nella cultura di massa

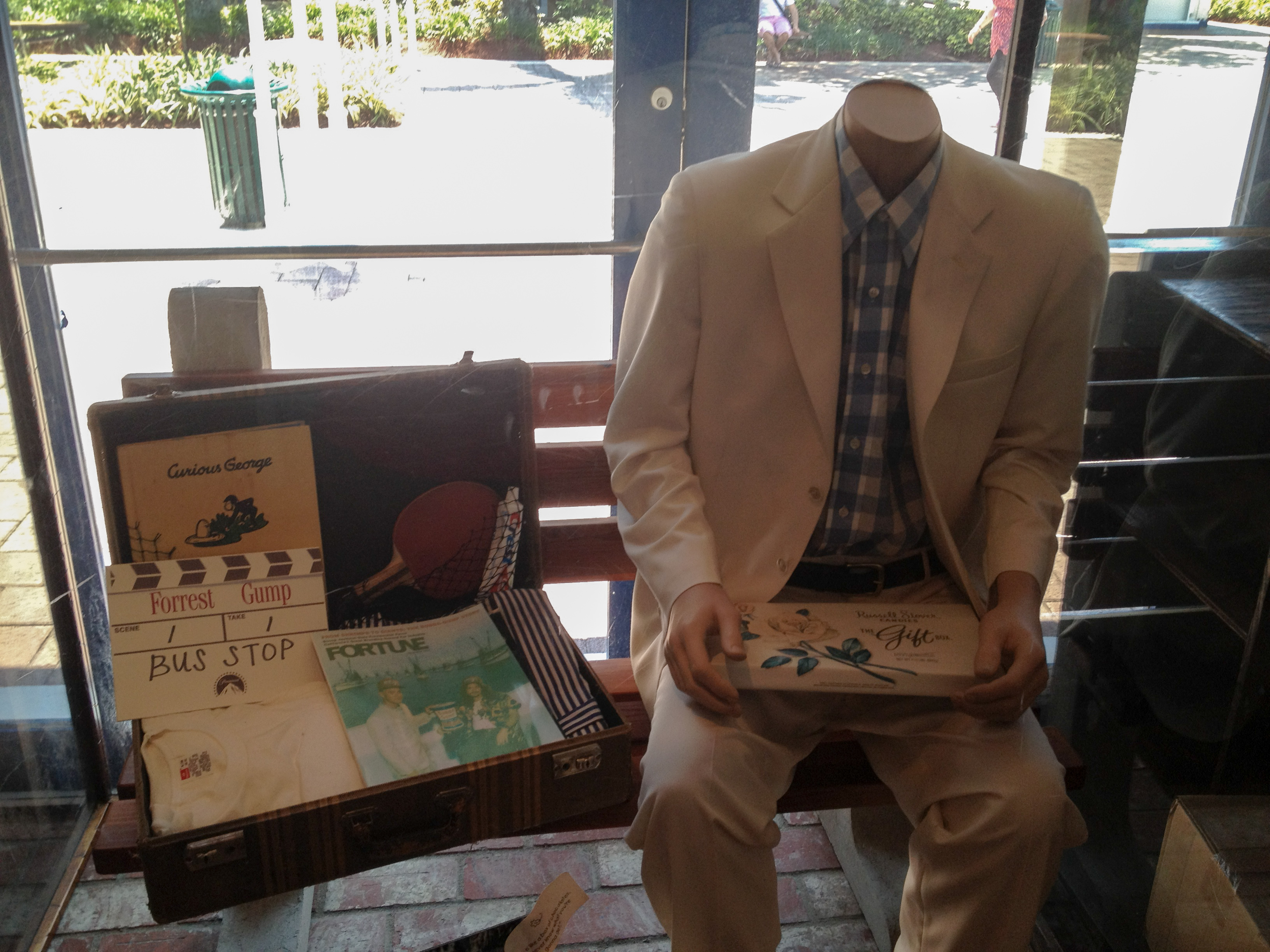
Tra i cimeli cinematografici di Forrest Gump compare anche il libro Curious George con la copertina gialla

Nel film Forrest Gump del 1994, un'edizione di Curioso come George con la copertina gialla è usata come libro preferito del protagonista Forrest, che sua madre gli legge. Nella scena d'apertura del film una piuma arriva ai piedi di Forrest, che la raccoglie e la conserva in questo libro; alla fine del film, il libro cade e la piuma si alza di nuovo volando nell'aria. Lo stesso libro è presente in altre scene del film.